# Шарлота фон Хесен-Ешвеге
Вижте пояснителната страница за други личности с името Шарлота фон Хесен.
Шарлота фон Хесен-Ешвеге (на немски: Charlotte von Hessen-Eschewege; * 3 декември 1653, Ешвеге; † 7 февруари 1708, Бремен) е ландграфиня от Хесен-Ешвеге и чрез женитби титулар-херцогиня на Саксония-Вайсенфелс и графиня на Бентхайм-Текленбург.

## Произход
Тя е най-малката дъщеря на ландграф Фридрих фон Хесен-Ешвеге (1617 – 1655) и съпругата му пфалцграфиня Елеонора Катарина фон Пфалц-Цвайбрюкен-Клеебург (1626 – 1692), дъщеря на пфалцграф Йохан Казимир фон Пфалц-Цвайбрюкен-Клеебург (1589 – 1652) и Катарина Шведска (1584 – 1638), дъщеря на шведския крал Карл IX. Майка ѝ е сестра на шведския крал Карл X Густав и братовчедка на шведската кралица Кристина. 

## Фамилия
Първи брак: на 25 август 1673 г. в Хале с принц и (титулар-)херцог Август Млади фон Саксония-Вайсенфелс (1650 – 1674), син на херцог Август (1614 – 1680). Той умира на 11 август 1674 г. на 23 години. Единственото дете на Шарлота и Август умира при раждането:
- дете (*/† 24 април 1674 в Хале(?))

Втори брак: на 21 април 1679 г. в Хале с разведения граф Йохан Адолф фон Бентхайм-Текленбург (1637 – 1704), син на граф Мориц(1615 – 1674). Тя е втората му съпруга. Йохан Адолф забранява на Шарлота лутеранските църковни служби. Развеждат се през 1693 г. Те имат децата:
- Йохан Август (* 1680; † 15 април 1701)
- Карл Мориц (*/† 1689)
- София Юлиана
- София Шарлота, fl 1693
- Шарлота
- Фридерика София
- Елеонора Юлия Фридерика